# Polikarp Dąbkowski
Polikarp Dąbkowski pseud. Dąbski, Dębski (ur. 25 stycznia 1830 w Jemielitem, zginął 10 sierpnia 1863 w Przeradowie) – dowódca oddziału wojsk polskich w czasie powstania styczniowego.
Brał udział w powstaniu wielkopolskim 1848 roku. Po powstaniu przebywał na emigracji w Paryżu, gdzie należał do Komitetu Nowej Emigracji. Wrócił do kraju w 1856 roku.
Po wybuchu powstania styczniowego uformował w województwie ostrołęckim 300-osobowy oddział ochotników, który podporządkował Ignacemu Mystkowskiemu. Mystkowski zginął w czasie bitwy pod Kietlanką 13 maja 1863 roku. Jego oddział podzielił się na 2: jednym dowodził Karol Frycze, a drugim – Dąbkowski. W czasie bitwy pod Łączką 23 maja oba oddziały połączyły się. Karol Frycze poległ w tym starciu, Dąbkowski uratował część oddziału, która została oddana pod komendę przysłanego z Warszawy majora J. Jasińskiego. Dąbkowski został szefem jego sztabu. Po dołączeniu zabużańskiego oddziału Lutyńskiego siły ostrołęckie liczyły ok. 2700 ludzi. Oddział brał udział w bitwie pod Nagoszewem, rozbili (wraz z Jasińskim) Rosjan pod Drądżewem. Jednak ponieśli dotkliwą klęskę 14 lipca w bitwie pod Rząśnikiem. 16 lipca oddział Dąbkowskiego przeprawił się przez Narew, już tylko w sile 200 ludzi. a podczas potyczki pod Magnuszewem został praktycznie doszczętnie rozbity przez wroga. W czasie odwrotu Dąbkowski otoczony przez Moskali we wsi Przeradowo zginął w czasie walki.